# Nader tot U (Reve)
Nader tot U is een bundel van Gerard Reve, gepubliceerd in maart 1966. Het werk bevat vijf brieven en dertig gedichten. Volgens Reve zelf is het de ‘de voortzetting en voltooiing’ van Op weg naar het einde (1963). Hij droeg Nader tot U op aan zijn toenmalige levenspartner Willem Bruno van Albada.

## Inhoud
In Nader tot U staan de volgende brieven:
- 'Brief uit huize Algra (De Landkruiser)'
- 'Brief uit het verleden'
- 'Brief door tranen uitgewist'
- 'Brief in de nacht geschreven'
- 'Brief uit het huis genaamd Het Gras'

Na deze vijf brieven volgt nog de afdeling 'Nader tot U (Geestelijke Liederen)', met dertig gedichten.

## Ontvangst
De bundel werd goed verkocht. Precieze oplagecijfers zijn onbekend, maar wel meldde Reve op 9 juni 1966 dat er bijna 35.000 exemplaren afgenomen waren.
Nader tot U werd in 1970 in het Duits uitgegeven als Näher zu dir.